# Лугова Пролейка
Лугова Пролейка (рос. Луговая Пролейка) — село у Биковському районі Волгоградської області Російської Федерації.
Населення становить 936  осіб. Входить до складу муніципального утворення Луговопролейське сільське поселення.

## Історія
Село розташоване у межах українського історичного та культурного регіону Жовтий Клин.
Село засноване 1956 року.
Згідно із законом від 21 лютого 2005 року № 1010-ОД органом місцевого самоврядування є Луговопролейське сільське поселення.

## Населення
| 2010 | 2012  | 2013 | 2014 | 2015 | 2016 | 2017 |
| ---- | ----- | ---- | ---- | ---- | ---- | ---- |
| 1004 | ↗1013 | ↘994 | ↘980 | ↘970 | ↘953 | ↘936 |